# Đại hội Thể thao Bán đảo Đông Nam Á 1975
Đại hội Thể thao Bán đảo Đông Nam Á 1975, tên gọi chính thức là Đại hội Thể thao Bán đảo Đông Nam Á lần thứ 8, là một sự kiện thể thao đa môn khu vực Đông Nam Á được tổ chức tại Băng Cốc, Thái Lan từ ngày 9 đến ngày 16 tháng 12 năm 1975. Đây là lần thứ ba Thái Lan đăng cai đại hội, và là lần đầu tiên kể từ năm 1967. Trước đó, Thái Lan cũng là nước chủ nhà của kỳ đại hội đầu tiên vào năm 1959.
Campuchia và Lào – những quốc gia trước đây chỉ cử các đội hình mang tính tượng trưng gồm binh sĩ tham dự – đã từ chối tham gia vì những bất ổn chính trị trong nước. Trong khi đó, Việt Nam Cộng hòa đã sụp đổ và không còn tồn tại. Đây cũng là kỳ đại hội cuối cùng sử dụng tên gọi Đại hội Thể thao Bán đảo Đông Nam Á, trước khi được đổi tên thành Đại hội Thể thao Đông Nam Á (SEA Games). Đại hội được khai mạc và bế mạc bởi Quốc vương Thái Lan, Bhumibol Adulyadej, tại Sân vận động Suphachalasai. Bảng tổng sắp huy chương chung cuộc chứng kiến Thái Lan dẫn đầu, tiếp theo là Singapore, Miến Điện (nay là Myanmar) và Malaysia.

## Quốc gia tham dự
- Miến Điện
- Malaysia
- Singapore
- Thái Lan (Chủ nhà)

## Bảng tổng sắp huy chương
| Hạng               | Đoàn               | Vàng | Bạc | Đồng | Tổng số |
| ------------------ | ------------------ | ---- | --- | ---- | ------- |
| 1                  | Thái Lan (THA)     | 80   | 45  | 39   | 164     |
| 2                  | Singapore (SIN)    | 38   | 42  | 49   | 129     |
| 3                  | Miến Điện (BIR)    | 28   | 35  | 33   | 96      |
| 4                  | Malaysia (MAS)     | 27   | 49  | 51   | 127     |
| Tổng số (4 đơn vị) | Tổng số (4 đơn vị) | 173  | 171 | 172  | 516     |

## Môn thể thao
- Thể thao dưới nước  (chi tiết)

- Điền kinh  (chi tiết)

- Cầu lông  (chi tiết)

- Bóng rổ  (chi tiết)

- Bowling  (chi tiết)

- Quyền Anh  (chi tiết)

- Xe đạp  (chi tiết)

- Bóng đá  (chi tiết)

- Khúc côn cầu  (chi tiết)

- Judo  (chi tiết)

- Bóng bầu dục  (chi tiết)

- Thuyền buồm  (chi tiết)

- Cầu mây  (chi tiết)

- Bắn súng  (chi tiết)

- Bóng bàn  (chi tiết)

- Tennis  (chi tiết)

- Bóng chuyền  (chi tiết)

- Cử tạ  (chi tiết)